# Peugeot P4
Peugeot P4 - французский армейский внедорожник.

## История
В конце 1960х годов военно-политическое руководство Франции приняло решение о создании нового аэротранспортабельного четырёхместного полноприводного автомобиля повышенной проходимости для замены находившихся на вооружении джипов производства США.
Изначально автомобили изготавливались на заводе "Пежо" в коммуне Сошо. В 1978 году был изготовлен первый прототип, после завершения испытаний в 1981 году машина была принята на вооружение (и для сухопутных войск Франции заказали 15 тыс. автомашин), в 1982 году первые серийные автомобили были поставлены в войска. В 1985 году их производство передали на завод компании "Panhard".
В 2004 году для вооружённых сил Франции были заказаны первые лёгкие бронеавтомобили Panhard PVP, предназначенные заменить часть внедорожников P4 в армейских подразделениях, участвующих в боевых действиях.
29 ноября 2016 года Франция передала по программе военной помощи вооружённым силам Камеруна десять внедорожников "Peugeot P4". После 24 февраля 2022 года 120 внедорожников "Peugeot P4" были переданы Францией по программе военной помощи Украине.

## Описание
Автомобиль проходил испытания в двух вариантах исполнения: с бензиновым двигателем от Peugeot 504 и с 4-тактным 4-цилиндровым дизельным двигателем мощностью 75 лошадиных сил. На вооружение была принята версия с дизельным двигателем.
Максимальная скорость движения - до 120 км/ч (по шоссе).
Запас хода у невооружённой машины армейского образца в стандартном варианте исполнения составляет до 600 км по шоссе (при установке вооружения или оборудования масса машины увеличивается, а грузоподъёмность и запас хода уменьшаются).
На поступавшие в подразделения французской армии внедорожники могло быть установлено вооружение (один или два 7,62-мм пулемёта, один 12,7-мм пулемёт MIT50 либо пусковая установка противотанковых ракет "MILAN"), радиостанция или иное оборудование.

## Варианты и модификации

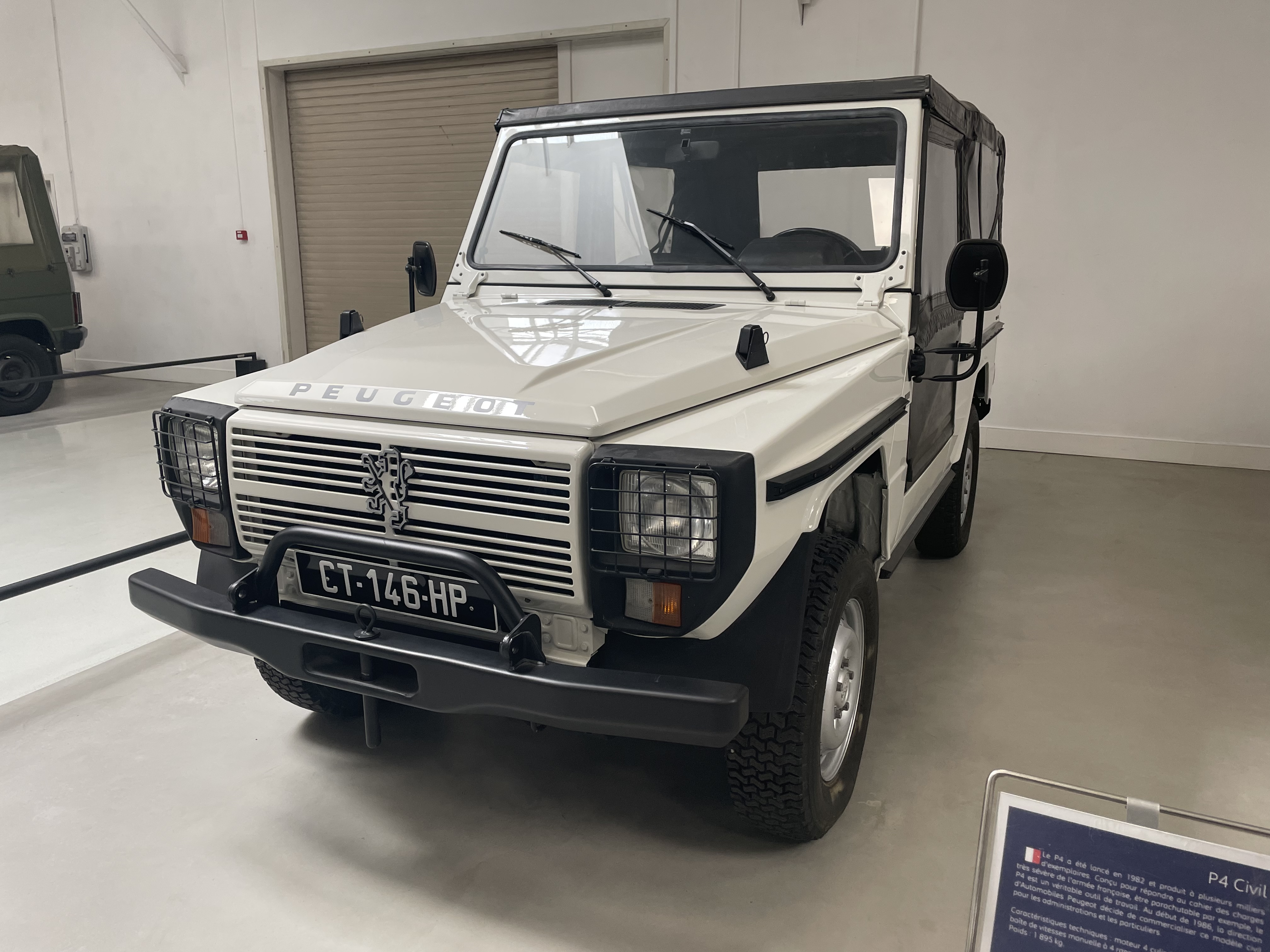
гражданская версия Peugeot P4 в музее компании "Пежо"

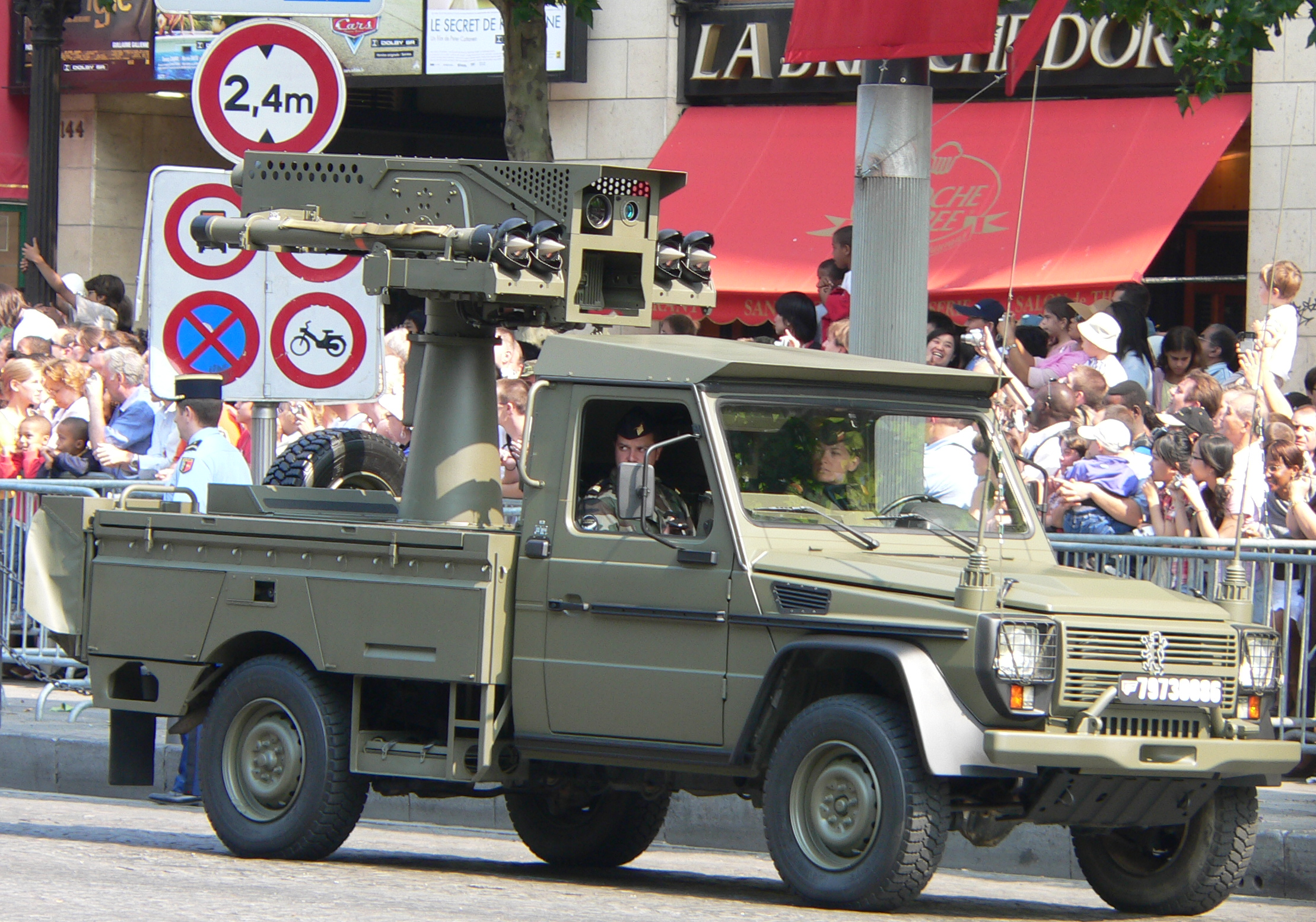
Peugeot P4 с зенитным ракетным комплексом "Мистраль" на военном параде в Париже (2006 год)

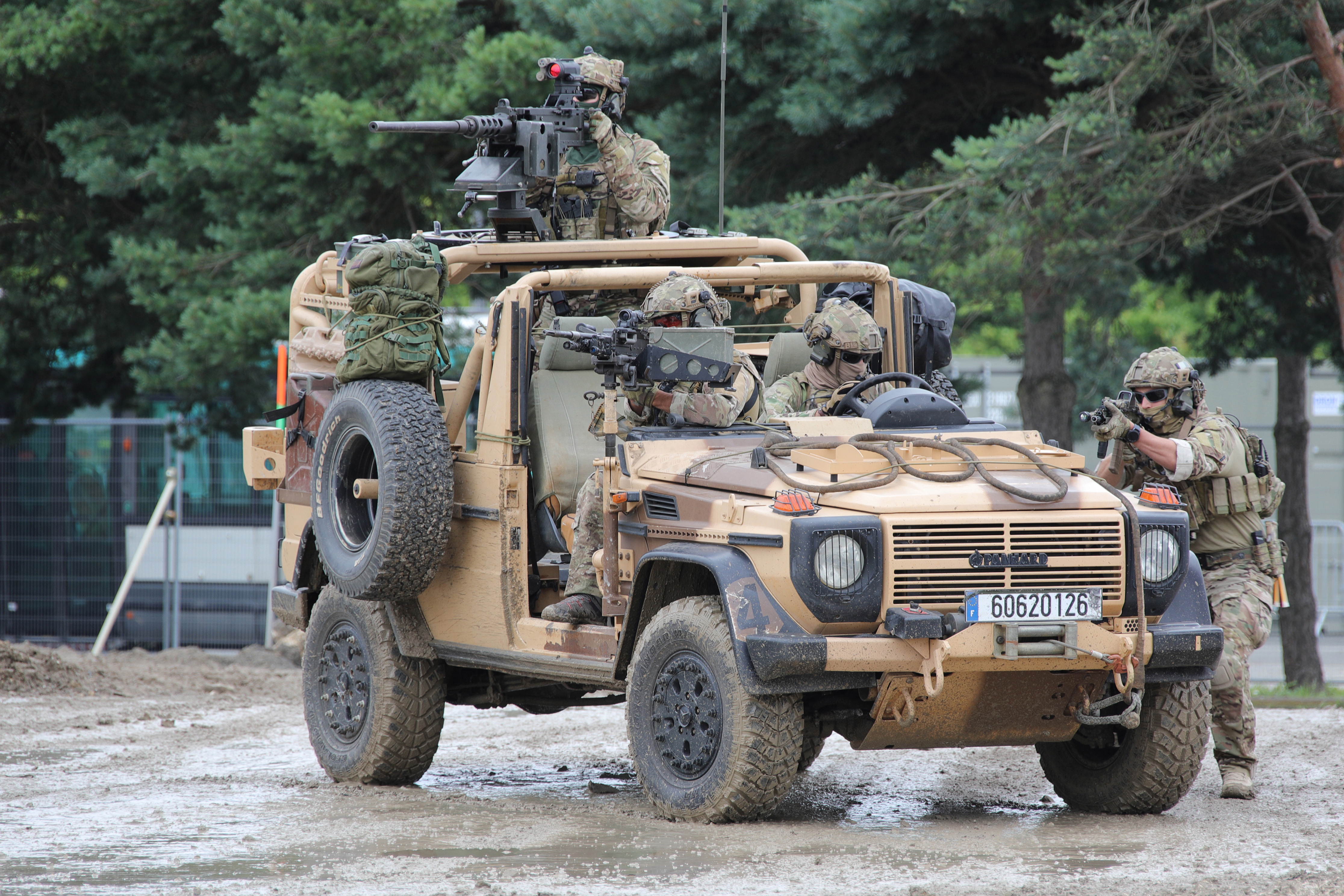
Peugeot P4 VPS на учениях (1 июня 2018 года)

- P4 version civile - гражданский вариант армейского внедорожника с салоном повышенной комфортности
- P4 P - бронированный вариант внедорожника, разработанный в 1995 году
- P4 VPS - модернизированный вариант, разработанный в 2005 году компанией "Panhard" для войск специального назначения Франции
- P4 VIPAIR - вариант модернизации внедорожников-носителей зенитно-ракетного комплекса малой дальности, разработанный компанией "Renault Trucks Defense" в 2016 году. Шасси усилено. Всего с 2018 до 15 октября 2020 года для вооружённых сил Франции переоборудовано 19 машин[6].